# لیگ آزادگان ۹۹–۱۳۹۸
لیگ آزادگان ۹۹–۱۳۹۸ دومین لیگ معتبر فوتبال ایران است که در این دوره ۱۰ تیم از فصل گذشته به همراه سه تیم صعود کرده از لیگ دسته دوم فوتبال ایران و ۲ تیم سقوط کرده از لیگ برتر خلیج فارس و ۳ تیم که با خرید امتیاز به لیگ آزادگان راه پیدا کردند حضور دارند. بر اساس آئین‌نامه موجود در پایان هر فصل تیم‌های اول و دوم لیگ برتری می‌شوند و سه تیم انتهای جدول هم به دسته دوم سقوط خواهند کرد.تیم مس رفسنجان با ۶۶ امتیاز فاتح و قهرمان این دوره لیگ آزادگان شد. تیم های مس رفسنجان و آلومینیوم اراک به لیگ برتر صعود کردند همچنین تیم های علم و ادب تبریز و سپیدرود رشت و نیرو زمینی تهران با قرار گرفتن در پایین و قعر جدول لیگ دسته اول به لیگ دسته دوم سقوط کردند.

## تیم‌ها
| تیم                                | شهر        | ورزشگاه        | ظرفیت  |
| ---------------------------------- | ---------- | -------------- | ------ |
| باشگاه فوتبال آرمان گهر سیرجان     | سیرجان     | تختی           | ۵٬۰۰۰  |
| باشگاه فوتبال آلومینیوم اراک       | اراک       | امام خمینی     | ۱۵٬۰۰۰ |
| باشگاه فوتبال استقلال خوزستان      | اهواز      | غدیر           | ۳۸٬۹۰۰ |
| باشگاه فوتبال بادران               | تهران      | نفت            | ۵٬۰۰۰  |
| باشگاه فوتبال خوشه طلایی           | ساوه       | چمران          | ۵٬۰۰۰  |
| باشگاه فوتبال داماش گیلان          | رشت        | سردار جنگل     | ۱۵٬۰۰۰ |
| باشگاه فوتبال رایکا بابل           | بابل       | شهدای هفتم تیر | ۸٬۰۰۰  |
| باشگاه فوتبال سپیدرود رشت          | رشت        | سردار جنگل     | ۱۵٬۰۰۰ |
| باشگاه فوتبال هوادار               | تهران      | شهدای اسلامشهر | ۳۰٬۱۲۲ |
| باشگاه فوتبال شهرداری تبریز        | تبریز      | مرزداران       | ۵٬۰۰۰  |
| باشگاه فوتبال فجر شهید سپاسی شیراز | شیراز      | پارس           | ۵۰٬۰۰۰ |
| باشگاه فوتبال قشقایی               | شیراز      | پارس           | ۵۰٬۰۰۰ |
| باشگاه فوتبال گل ریحان البرز       | کرج        | انقلاب         | ۱۵٬۰۰۰ |
| باشگاه فوتبال مس رفسنجان           | رفسنجان    | شهدای صنعت مس  | ۱۰٬۰۰۰ |
| باشگاه فوتبال مس کرمان             | کرمان      | شهید باهنر     | ۱۵٬۴۳۰ |
| باشگاه فوتبال ملوان بندر انزلی     | بندر انزلی | تختی           | ۱۵٬۰۰۰ |
| باشگاه فوتبال نود ارومیه           | ارومیه     | تختی           | ۵٬۰۰۰  |
| باشگاه فوتبال نیروی زمینی تهران    | تهران      | غدیر           | ۲٬۵۰۰  |

### تعداد تیم‌ها در هر استان
| استان                | تعداد تیم‌ها | تیم‌ها                                      |
| -------------------- | ----------- | ------------------------------------------ |
| استان تهران          | ۳           | بادران، هوادار ، نیروی زمینی تهران         |
| استان کرمان          | ۳           | آرمان گهر سیرجان، مس رفسنجان، مس کرمان     |
| استان گیلان          | ۳           | داماش گیلان، سپیدرود رشت، ملوان بندر انزلی |
| استان فارس           | ۲           | فجر سپاسی، قشقایی                          |
| استان مرکزی          | ۲           | آلومینیوم اراک، خوشه طلایی                 |
| استان آذربایجان شرقی | ۱           | شهرداری تبریز                              |
| استان آذربایجان غربی | ۱           | نود ارومیه                                 |
| استان البرز          | ۱           | گل ریحان البرز                             |
| استان خوزستان        | ۱           | استقلال خوزستان                            |
| استان مازندران       | ۱           | رایکا بابل                                 |

## جدول لیگ
| رتبه | تیم               | بازی | برد | مساوی | باخت | گل زده | گل خورده | گل تفاضل | امتیاز | صعود یا سقوط     |
| ---- | ----------------- | ---- | --- | ----- | ---- | ------ | -------- | -------- | ------ | ---------------- |
| ۱    | مس رفسنجان (ق)    | ۳۴   | ۱۹  | ۱۰    | ۵    | ۵۶     | ۲۹       | ۲۷+      | ۶۷     | صعود به لیگ برتر |
| ۲    | آلومینیوم اراک(ص) | ۳۴   | ۱۷  | ۱۲    | ۵    | ۴۰     | ۲۰       | ۲۰+      | ۶۳     | صعود به لیگ برتر |
| ۳    | مس کرمان          | ۳۴   | ۱۷  | ۱۲    | ۵    | ۴۲     | ۲۳       | ۱۹+      | ۶۳     |                  |
| ۴    | خوشه طلایی        | ۳۴   | ۱۷  | ۸     | ۹    | ۴۳     | ۲۶       | ۱۷+      | ۵۹     |                  |
| ۵    | بادران            | ۳۴   | ۱۶  | ۷     | ۱۱   | ۵۰     | ۳۸       | ۱۲+      | ۵۵     |                  |
| ۶    | هوادار            | ۳۴   | ۱۴  | ۱۳    | ۷    | ۵۰     | ۳۸       | ۱۲+      | ۵۵     |                  |
| ۷    | نود ارومیه        | ۳۴   | ۱۳  | ۱۳    | ۸    | ۲۴     | ۲۰       | ۴+       | ۵۲     |                  |
| ۸    | گل ریحان          | ۳۴   | ۱۲  | ۱۵    | ۷    | ۳۹     | ۲۷       | ۱۲+      | ۵۱     |                  |
| ۹    | استقلال خوزستان   | ۳۴   | ۱۳  | ۹     | ۱۲   | ۳۵     | ۲۵       | ۱۰+      | ۴۸     |                  |
| ۱۰   | آرمان گهر         | ۳۴   | ۱۰  | ۱۳    | ۱۱   | ۴۰     | ۴۲       | ۲−       | ۴۳     |                  |
| ۱۱   | فجر سپاسی         | ۳۴   | ۱۱  | ۱۲    | ۱۱   | ۳۴     | ۳۲       | ۲+       | ۴۵     |                  |
| ۱۲   | داماش             | ۳۴   | ۱۱  | ۹     | ۱۴   | ۲۷     | ۳۵       | ۸−       | ۴۲     |                  |
| ۱۳   | قشقایی            | ۳۴   | ۹   | ۱۰    | ۱۵   | ۳۳     | ۳۸       | ۵−       | ۳۷     |                  |
| ۱۴   | رایکا             | ۳۴   | ۸   | ۱۳    | ۱۳   | ۳۱     | ۳۳       | ۲−       | ۳۷     |                  |
| ۱۵   | ملوان             | ۳۴   | ۸   | ۱۱    | ۱۵   | ۳۱     | ۴۰       | ۹−       | ۳۵     |                  |
| ۱۶   | نیروی زمینی(س)    | ۳۴   | ۸   | ۹     | ۱۷   | ۳۲     | ۴۶       | ۱۴−      | ۳۳     | سقوط به لیگ ۲    |
| ۱۷   | سپیدرود (س)       | ۳۴   | ۸   | ۶     | ۲۰   | ۲۵     | ۴۷       | ۲۲−      | ۳۰     | سقوط به لیگ ۲    |
| ۱۸   | علم و ادب (س)     | ۳۴   | ۲   | ۴     | ۲۸   | ۱۴     | ۸۵       | ۷۱−      | ۱۰     | سقوط به لیگ ۲    |